# تاکومو کاوامورا
تاکومو کاوامورا (انگلیسی: Takumu Kawamura؛ زادهٔ ۲۸ اوت ۱۹۹۹) بازیکن فوتبال است.
از باشگاه‌هایی که در آن بازی کرده‌است می‌توان به باشگاه فوتبال سانفریس هیروشیما اشاره کرد.